# Data-Warehouse-System

Referenzarchitektur eines Data-Warehouse-Systems

Ein Data-Warehouse-System ist ein Informationssystem, das aus allen für den Data-Warehouse-Prozess notwendigen Komponenten besteht. Dies sind mindestens der Datenbeschaffungsbereich (englisch staging area), in dem die aus den Datenquellen extrahierten Daten zusammengeführt und gegebenenfalls bereinigt und transformiert werden, und die zentrale Data-Warehouse-Datenbank, das eigentliche Data-Warehouse (Datenlager). Idealtypisch sind weitere Komponenten die zur Bereitstellung bereichs- oder auswertungsspezifischer Sichten notwendigen Data-Marts und das Metadaten-Repository, der Speicher für die Metadaten sowie der Data-Warehouse-Manager zur Ablaufsteuerung.
Die Data-Warehouse-Datenbank wird aus den unterschiedlichsten inner- und außerbetrieblichen Datenquellen durch das ETL-Verfahren gespeist. Auf Basis dieses integrierten Datenbestandes werden übergreifende Auswertungen möglich, die meist in den Data-Marts durchgeführt werden.
Die Datenquellen und deren verwaltende Systeme zählt man üblicherweise nicht zum Data-Warehouse-System.